# Смерклів
Сме́рклів — село в Україні, у Тлумацькій міській громаді Івано-Франківського району Івано-Франківської області.

## Історія

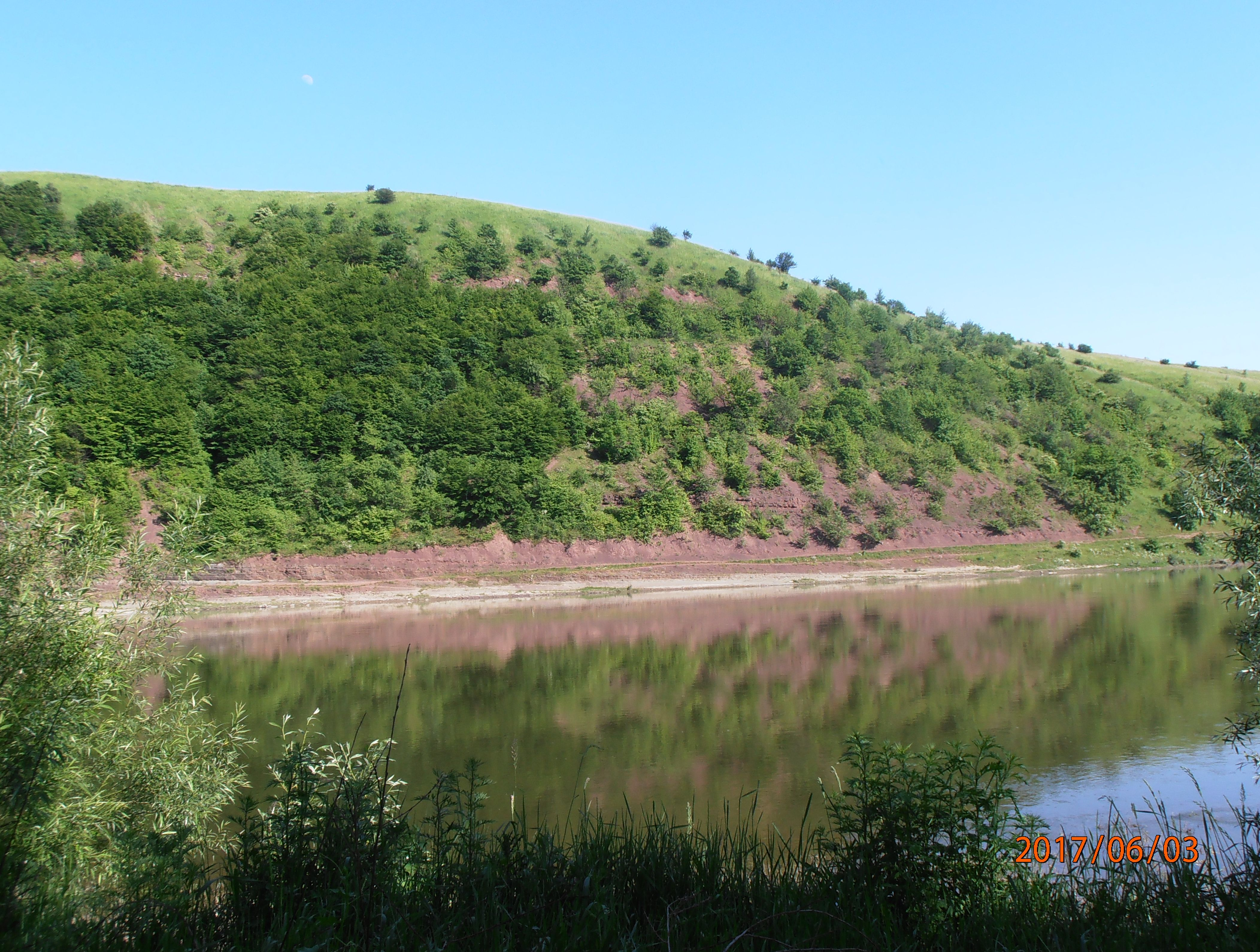
Вид через Дністер

Входило до 1934 року до гміни Нижнів, у 1934—1939 роках — до об’єднаної сільської ґміни Ніжнюв Тлумацького повіту.
У 1939 році в селі проживало 300 осіб, з них 225 українців-греко-католиків, 70 українців-римокатоликів, 5 поляків.
Відповідно до Розпорядження Кабінету Міністрів України від 12 червня 2020 року № 714-р «Про визначення адміністративних центрів та затвердження територій територіальних громад Івано-Франківської області» увійшло до складу Тлумацької міської громади.